# Condado de Frio
O Condado de Frio é um dos 254 condados do estado norte-americano do Texas. A sede do condado é Pearsall, e sua maior cidade é Pearsall.
O condado possui uma área de 2 938 km² (dos quais 3 km² estão cobertos por água), uma população de 16 252 habitantes, e uma densidade populacional de 6 hab/km² (segundo o censo nacional de 2000).
O condado foi criado em 1858.